# Лангфурт
Лангфурт (нем. Langfurth) — община в Германии, в земле Бавария. 
Подчиняется административному округу Средняя Франкония. Входит в состав района Ансбах. По данным на 31 декабря 2010 года население составляет 2112 человек. Занимает площадь 21,17 км².
Коммуна подразделяется на 9 сельских округов.

## Население
По оценке на 31 декабря 2015 года население общины Лангфурт составляет 2102 чел. 

| Дата      | 1840 | 1871 | 1900 | 1925 | 1939 | 1950 | 1961 | 1970 | 1987 | 2011 |
| --------- | ---- | ---- | ---- | ---- | ---- | ---- | ---- | ---- | ---- | ---- |
| Население | 1415 | 1548 | 1447 | 1531 | 1535 | 1969 | 1690 | 1878 | 1956 | 2136 |

| Год       | 1960 | 1970 | 1980 | 1990 | 2000 | 2009 | 2010 | 2011 | 2012 | 2013 | 2014 | 2015 |
| --------- | ---- | ---- | ---- | ---- | ---- | ---- | ---- | ---- | ---- | ---- | ---- | ---- |
| Население | 1625 | 1883 | 1843 | 1991 | 2175 | 2148 | 2112 | 2134 | 2128 | 2118 | 2135 | 2102 |